# Am I Wrong
«Am I Wrong» —en español: «¿Estoy equivocado?»— es una canción del dúo noruego Nico & Vinz. Fue lanzado como descarga digital en Noruega el 12 de abril de 2013, inicialmente acreditado como Envy, el nombre anterior del dúo, convirtiéndose en un éxito en varios países escandinavos, como Noruega, Suecia, Dinamarca y Finlandia. Tras los lanzamientos internacionales posteriores al 21 de enero de 2014 y coincidiendo con el cambio de nombre del dúo a Nico & Vinz, la canción alcanzó un gran éxito comercial en varios países, alcanzando el número uno en Canadá, Nueva Zelanda, Países Bajos y el Reino Unido, e ingresando en los primeros cinco en Alemania, Australia y el Billboard Hot 100 de los Estados Unidos, entre otros países. 

## Video musical
Un vídeo musical para acompañar el lanzamiento de «Am I Wrong» se estrenó en YouTube el 20 de junio de 2013 a una duración de cinco minutos y cinco segundos. El video fue dirigido y editado por Kavar Singh. El vídeo tiene lugar en África, a saber Maun en Botsuana, así como en las Cataratas Victoria en Zimbabue y Zambia donde el dúo camina con un televisor cada uno tratando de encontrar una señal para encontrar el uno al otro.
Según la banda, se creó con el objetivo de presentar un lado positivo de África, un continente frecuentemente inmerso a menudo sumido en las noticias negativas.
El video musical ha ganado mucha atención con más de 563 millones de visitas en YouTube.

## Lista de canciones
Descarga digital

| N.º | Título       | Duración |  |
| 1.  | «Am I Wrong» | 4:07     |  |

CD single

| N.º | Título                      | Duración |  |
| 1.  | «Am I Wrong»                | 4:08     |  |
| 2.  | «Am I Wrong» (instrumental) | 4:06     |  |

## Posicionamiento en listas
| Lista (2013–2014)                             | Máxima posición |
| --------------------------------------------- | --------------- |
| Alemania (Media Control AG)                   | 3               |
| Australia (ARIA)                              | 2               |
| Austria (Ö3 Austria Top 40)                   | 4               |
| Bélgica (Flandes) (Ultratop 50)               | 9               |
| Bélgica (Valonia) (Ultratop 50)               | 13              |
| Canadá (Canadian Hot 100)                     | 1               |
| Dinamarca (Tracklisten) Versión en noruego    | 2               |
| Escocia (Scottish Singles Chart)              | 2               |
| Eslovaquia (Rádio Top 100)                    | 1               |
| Eslovaquia (Singles Digitál Top 100)          | 2               |
| España (Top 100 Canciones)                    | 16              |
| Estados Unidos (Billboard Hot 100)            | 4               |
| Estados Unidos (Adult Contemporary)           | 1               |
| Estados Unidos (Pop Songs)                    | 1               |
| Estados Unidos (Adult Pop Songs)              | 1               |
| Estados Unidos (Dance/Mix Show Airplay)       | 1               |
| Estados Unidos (Dance Club Songs)             | 18              |
| Estados Unidos (Latin Airplay)                | 35              |
| Estados Unidos (Rhythmic Airplay)             | 1               |
| Finlandia (OFC) Versión en noruego            | 5               |
| Francia (SNEP)                                | 6               |
| Hungría (Rádiós Top 40)                       | 23              |
| Hungría (Single Top 40)                       | 18              |
| Irlanda (IRMA)                                | 3               |
| Israel (Media Forest)                         | 1               |
| Italia (FIMI)                                 | 10              |
| Japón (Japan Hot 100)                         | 17              |
| Luxemburgo (Luxembourg Digital Songs)         | 3               |
| Noruega (VG-lista) Versión en noruego         | 2               |
| Nueva Zelanda (Recorded Music NZ)             | 1               |
| Países Bajos (Dutch Top 40)                   | 1               |
| Países Bajos (Mega Single Top 100)            | 5               |
| Polonia (Polish Airplay Top 100)              | 1               |
| Polonia (Dance Top 50)                        | 8               |
| Reino Unido (UK Singles Chart)                | 1               |
| República Checa (Rádio Top 100)               | 7               |
| República Checa (Singles Digitál Top 100)     | 2               |
| Rumania (Romania Radio Airplay)               | 1               |
| Rusia (TopHit Airplay)                        | 1               |
| Suecia (Sverigetopplistan) Versión en noruego | 2               |
| Suiza (Schweizer Hitparade)                   | 7               |
| Ucrania (Tophit)                              | 5               |

## Historial de lanzamientos
| País           | Fecha                 | Formato                 | Discográfica                    |
| -------------- | --------------------- | ----------------------- | ------------------------------- |
| Noruega        | 12 de abril de 2013   | Descarga digital        | 5 Star Entertainment EMI        |
| Finlandia      | 12 de abril de 2013   | Descarga digital        | 5 Star Entertainment Parlophone |
| Australia      | 21 de enero de 2014   | Descarga digital        | Warner Bros. Records            |
| Alemania       | 21 de enero de 2014   | Descarga digital        | Warner Bros. Records            |
| Estados Unidos | 21 de enero de 2014   | Descarga digital        | Warner Bros. Records            |
| Alemania       | 21 de febrero de 2014 | Sencillo en CD          | Warner Bros. Records            |
| Estados Unidos | 1 de abril de 2014    | Radio hit contemporáneo | Warner Bros. Records            |
| Reino Unido    | 3 de agosto de 2014   | Descarga digital        | Warner Bros. Records            |